# 기하종수
대수기하학에서 기하 종수(幾何種數, 영어: geometric genus)는 대수다양체를 특정짓는 수의 하나다. 쌍유리 동치에 대한 불변량이다.

## 정의
{\displaystyle n}차원 복소 비특이 대수다양체의 기하 종수는 호지 수(Hodge number) {\displaystyle h^{n,0}}이다. 리만 곡면의 경우, 이는 곡면의 종수(genus)와 일치한다. (다른 호지 수들은 일반적으로 쌍유리 동치에 대한 불변량이 아니다.)
특이점이 있는 복소 대수다양체의 경우, 이를 특이점이 없는 대수다양체로 쌍유리 사상을 가해 정의할 수 있다.

## 참고 문헌
- Phillip Griffiths; Joe Harris (1994). 《Principles of Algebraic Geometry》. Wiley Classics Library. Wiley. 494쪽. ISBN 0-471-05059-8.

## 같이 보기
- 산술종수